# Старченко, Сергей Александрович
Серге́й Алекса́ндрович Ста́рченко (укр. Сергій Олександрович Старченко; 17 мая, Должик) — украинский военнослужащий, подполковник, участник российско-украинской войны. Герой Украины (2022).

## Биография
В марте 2022 года на Донетчине сводное подразделение под командованием подполковника Старченко вступило в оборонительный бой, продолжавшийся более восьми с половиной часов. Во время боя он профессионально и точно корректировал работу артиллерии, передавая координаты для поражения вооружения, техники и живой силы противника. Когда часть сил подразделения была отрезана противником, приближавшимся к пункту управления боем, подполковник вызвал артиллерийский огонь на себя. Его подразделение смогло перегруппироваться и дать достойный отпор оккупантам, предотвратив прорыв и захват населённого пункта Благодатное Донецкой области. Под его руководством также был освобождён населённый пункт Ольгинка, а затем организован плановый отход сводных подразделений бригады в заранее определённые районы обороны, сохранив жизни и здоровье личного состава, технику и вооружение.
В настоящее время механизированный батальон под руководством Сергея Старченко продолжает удерживать оборону на Донетчине.

## Награды
- Звание «Герой Украины» с удостоением ордена «Золотая Звезда» (4 апреля 2022) — за личное мужество и героизм, проявленные в защите государственного суверенитета и территориальной целостности Украины, верность военной присяге[1].